# 24 Horas de Spa 2018
Las 24 Horas de Spa 2018 fue la edición número 70 de las 24 Horas de Spa y es la cuarta carrera de la temporada 2018 de Blancpain GT Series. El evento se llevó a cabo los días 28 y 29 de julio de 2018 en el Circuito de Spa-Francorchamps.

## Resultados
Los 3 primeros puestos de la carrera fueron los siguientes:
| Pos | N.º | Equipo                        | Chasis      | Pilotos                                                    | Vueltas | Dif     |
| --- | --- | ----------------------------- | ----------- | ---------------------------------------------------------- | ------- | ------- |
| 1   | 34  | Walkenhorst Motorsport        | BMW M6 GT3  | Tom Blomqvist Christian Krognes Philipp Eng                | 511     |         |
| 2   | 99  | Rowe Racing                   | BMW M6 GT3  | Alexander Sims Jens Klingmann Nicky Catsburg               | 511     | +10,408 |
| 3   | 24  | Montaplast by Land-Motorsport | Audi R8 LMS | Kelvin van der Linde Sheldon van der Linde Jeffrey Schmidt | 511     | +37,941 |

## Participantes
Los participantes de las 24 Horas de Spa 2018 serán los siguientes:
| Equipo                           | Chasis                   | N.º | Pilotos                 | Clase          |
| -------------------------------- | ------------------------ | --- | ----------------------- | -------------- |
| Audi Sport Team WRT              | Audi R8 LMS              | 1   | Dries Vanthoor          |                |
| Audi Sport Team WRT              | Audi R8 LMS              | 1   | Alex Riberas            |                |
| Audi Sport Team WRT              | Audi R8 LMS              | 1   | Christopher Mies        |                |
| Audi Sport Team WRT              | Audi R8 LMS              | 2   | René Rast               |                |
| Audi Sport Team WRT              | Audi R8 LMS              | 2   | Nico Müller             |                |
| Audi Sport Team WRT              | Audi R8 LMS              | 2   | Robin Frijns            |                |
| BLACK FALCON                     | Mercedes-AMG GT3         | 4   | Yelmer Buurman          |                |
| BLACK FALCON                     | Mercedes-AMG GT3         | 4   | Luca Stolz              |                |
| BLACK FALCON                     | Mercedes-AMG GT3         | 4   | Maro Engel              |                |
| BLACK FALCON                     | Mercedes-AMG GT3         | 5   | Saud Al Faisal          | Pro-Am         |
| BLACK FALCON                     | Mercedes-AMG GT3         | 5   | Kriton Lendoudis        | Pro-Am         |
| BLACK FALCON                     | Mercedes-AMG GT3         | 5   | Rui Aguas               | Pro-Am         |
| BLACK FALCON                     | Mercedes-AMG GT3         | 5   | Tom Onslow-Cole         | Pro-Am         |
| BLACK FALCON                     | Mercedes-AMG GT3         | 6   | Abdulaziz Al Faisal     | Silver Cup     |
| BLACK FALCON                     | Mercedes-AMG GT3         | 6   | Hubert Haupt            | Silver Cup     |
| BLACK FALCON                     | Mercedes-AMG GT3         | 6   | Manuel Metzger          | Silver Cup     |
| BLACK FALCON                     | Mercedes-AMG GT3         | 6   | Gabriele Piana          | Silver Cup     |
| Bentley Team M-Sport             | Bentley Continental GT3  | 7   | Jordan Pepper           |                |
| Bentley Team M-Sport             | Bentley Continental GT3  | 7   | Steven Kane             |                |
| Bentley Team M-Sport             | Bentley Continental GT3  | 7   | Jule Gounon             |                |
| Bentley Team M-Sport             | Bentley Continental GT3  | 8   | Vincent Abril           |                |
| Bentley Team M-Sport             | Bentley Continental GT3  | 8   | Andy Soucek             |                |
| Bentley Team M-Sport             | Bentley Continental GT3  | 8   | Maxine Soulet           |                |
| Target Racing                    | Lamborghini Huracán GT3  | 9   | Alberto di Folco        | Am             |
| Target Racing                    | Lamborghini Huracán GT3  | 9   | Stefano Constantini     | Am             |
| Target Racing                    | Lamborghini Huracán GT3  | 9   | Bernard Delhez          | Am             |
| Target Racing                    | Lamborghini Huracán GT3  | 9   | Sylvain Debs            | Am             |
| Ombra Racing                     | Lamborghini Huracán GT3  | 12  | Kang Ling               | Silver Cup     |
| Ombra Racing                     | Lamborghini Huracán GT3  | 12  | Alex Frassinetti        | Silver Cup     |
| Ombra Racing                     | Lamborghini Huracán GT3  | 12  | Romain Monti            | Silver Cup     |
| Ombra Racing                     | Lamborghini Huracán GT3  | 12  | Andrea Rizzoli          | Silver Cup     |
| Emil Frey Lexus Racing           | Lexus RC F GT3           | 14  | Marco Seefried          |                |
| Emil Frey Lexus Racing           | Lexus RC F GT3           | 14  | Christian Klien         |                |
| Emil Frey Lexus Racing           | Lexus RC F GT3           | 14  | Albert Costa            |                |
| Belgian Audi Club Team WRT       | Audi R8 LMS              | 17  | Daniel Serra            |                |
| Belgian Audi Club Team WRT       | Audi R8 LMS              | 17  | Stuart Leonard          |                |
| Belgian Audi Club Team WRT       | Audi R8 LMS              | 17  | Marcel Fässler          |                |
| Antonelli Motorsport             | Lamborghini Huracán GT3  | 18  | Juan Perez              | Pro-Am         |
| Antonelli Motorsport             | Lamborghini Huracán GT3  | 18  | Gianluca Giraudi        | Pro-Am         |
| Antonelli Motorsport             | Lamborghini Huracán GT3  | 18  | Loris Spinelli          | Pro-Am         |
| Antonelli Motorsport             | Lamborghini Huracán GT3  | 18  | Giacomo Altoe           | Pro-Am         |
| GRT Grasser Racing Team          | Lamborghini Huracán GT3  | 19  | Ezequiel Pérez Companc  |                |
| GRT Grasser Racing Team          | Lamborghini Huracán GT3  | 19  | Raffaelle Giammaria     |                |
| GRT Grasser Racing Team          | Lamborghini Huracán GT3  | 19  | Marco Mapelli           |                |
| GRT Grasser Racing Team          | Lamborghini Huracán GT3  | 63  | Andrea Caldarelli       |                |
| GRT Grasser Racing Team          | Lamborghini Huracán GT3  | 63  | Christian Engelhart     |                |
| GRT Grasser Racing Team          | Lamborghini Huracán GT3  | 63  | Mirko Bortolotti        |                |
| GRT Grasser Racing Team          | Lamborghini Huracán GT3  | 82  | Rolf Ineichen           |                |
| GRT Grasser Racing Team          | Lamborghini Huracán GT3  | 82  | Phil Keen               |                |
| GRT Grasser Racing Team          | Lamborghini Huracán GT3  | 82  | Franck Perera           |                |
| GT SPORT-MOTUL Team RJN          | Nissan GT-R Nismo GT3    | 22  | Sean Walkinshaw         | Silver Cup     |
| GT SPORT-MOTUL Team RJN          | Nissan GT-R Nismo GT3    | 22  | Jordan Witt             | Silver Cup     |
| GT SPORT-MOTUL Team RJN          | Nissan GT-R Nismo GT3    | 22  | Ricardo Sanchez         | Silver Cup     |
| GT SPORT-MOTUL Team RJN          | Nissan GT-R Nismo GT3    | 22  | Struan Moore            | Silver Cup     |
| GT SPORT-MOTUL Team RJN          | Nissan GT-R Nismo GT3    | 23  | Matt Parry              |                |
| GT SPORT-MOTUL Team RJN          | Nissan GT-R Nismo GT3    | 23  | Alex Buncombe           |                |
| GT SPORT-MOTUL Team RJN          | Nissan GT-R Nismo GT3    | 23  | Lucas Ordóñez           |                |
| Audi Sport Team Santeloc         | Audi R8 LMS              | 25  | Markus Winkelhock       |                |
| Audi Sport Team Santeloc         | Audi R8 LMS              | 25  | Frederich Vervisch      |                |
| Audi Sport Team Santeloc         | Audi R8 LMS              | 25  | Christopher Haase       |                |
| Santeloc Racing                  | Audi R8 LMS              | 26  | Christian Kelders       | Am             |
| Santeloc Racing                  | Audi R8 LMS              | 26  | Nyls Stievenart         | Am             |
| Santeloc Racing                  | Audi R8 LMS              | 26  | Marc Rostan             | Am             |
| Santeloc Racing                  | Audi R8 LMS              | 26  | Simon Gachet            | Am             |
| Daiko Lazarus Racing             | Lamborghini Huracán GT3  | 28  | Arno Santamato          | Silver Cup     |
| Daiko Lazarus Racing             | Lamborghini Huracán GT3  | 28  | Stefano Gattuso         | Silver Cup     |
| Daiko Lazarus Racing             | Lamborghini Huracán GT3  | 28  | Nicolas Pohler          | Silver Cup     |
| Daiko Lazarus Racing             | Lamborghini Huracán GT3  | 28  | Fabrizio Crestani       | Silver Cup     |
| Montaplast by Land-Motorsport    | Audi R8 LMS              | 29  | Kelvin van der Linde    |                |
| Montaplast by Land-Motorsport    | Audi R8 LMS              | 29  | Sheldon van der Linde   |                |
| Montaplast by Land-Motorsport    | Audi R8 LMS              | 29  | Jeffrey Schmidt         |                |
| Castrol Honda Racing             | Acura Honda NSX GT3      | 30  | Riccardo Patrese        | Pro-Am         |
| Castrol Honda Racing             | Acura Honda NSX GT3      | 30  | Loic Depailler          | Pro-Am         |
| Castrol Honda Racing             | Acura Honda NSX GT3      | 30  | Esteban Guerrieri       | Pro-Am         |
| Castrol Honda Racing             | Acura Honda NSX GT3      | 30  | Bertrand Baguette       | Pro-Am         |
| Team Parker Racing               | Bentley Continental GT3  | 31  | Rob Smith               | Pro-Am         |
| Team Parker Racing               | Bentley Continental GT3  | 31  | Derek Pierce            | Pro-Am         |
| Team Parker Racing               | Bentley Continental GT3  | 31  | Andy Meyrick            | Pro-Am         |
| Team Parker Racing               | Bentley Continental GT3  | 31  | Seb Morris              | Pro-Am         |
| Wakenhorst Motorsport            | BMW M6 GT3               | 34  | Tom Blomqvist           |                |
| Wakenhorst Motorsport            | BMW M6 GT3               | 34  | Christian Krognes       |                |
| Wakenhorst Motorsport            | BMW M6 GT3               | 34  | Philipp Eng             |                |
| SMP Racing by AKKA ASP           | Mercedes-AMG GT3         | 35  | Michael Meadow          |                |
| SMP Racing by AKKA ASP           | Mercedes-AMG GT3         | 35  | Denis Bulatov           |                |
| SMP Racing by AKKA ASP           | Mercedes-AMG GT3         | 35  | Vitaly Petrov           |                |
| Walkenhorst Motorsport           | BMW M6 GT3               | 36  | Anders Buchardt         | Am             |
| Walkenhorst Motorsport           | BMW M6 GT3               | 36  | Henry Walkenhorst       | Am             |
| Walkenhorst Motorsport           | BMW M6 GT3               | 36  | Ralf Oeverhaus          | Am             |
| Walkenhorst Motorsport           | BMW M6 GT3               | 36  | Immanuel Vinke          | Am             |
| Strakka Racing                   | Mercedes-AMG GT3         | 42  | Chris Buncombe          | Pro-Am         |
| Strakka Racing                   | Mercedes-AMG GT3         | 42  | Nick Leventis           | Pro-Am         |
| Strakka Racing                   | Mercedes-AMG GT3         | 42  | Lewis Williamson        | Pro-Am         |
| Strakka Racing                   | Mercedes-AMG GT3         | 42  | David Fumanelli         | Pro-Am         |
| Strakka Racing                   | Mercedes-AMG GT3         | 43  | Maxi Buhk               |                |
| Strakka Racing                   | Mercedes-AMG GT3         | 43  | Álvaro Parente          |                |
| Strakka Racing                   | Mercedes-AMG GT3         | 43  | Maxi Götz               |                |
| Strakka Racing                   | Mercedes-AMG GT3         | 44  | Rubens Barrichello      |                |
| Strakka Racing                   | Mercedes-AMG GT3         | 44  | Christian Vietoris      |                |
| Strakka Racing                   | Mercedes-AMG GT3         | 44  | Felipe Fraga            |                |
| Ram Racing                       | Mercedes-AMG GT3         | 49  | Darren Burke            | Pro-Am         |
| Ram Racing                       | Mercedes-AMG GT3         | 49  | Salih Yoluc             | Pro-Am         |
| Ram Racing                       | Mercedes-AMG GT3         | 49  | Euan Hankey             | Pro-Am         |
| Ram Racing                       | Mercedes-AMG GT3         | 49  | Felix Rosenqvist        | Pro-Am         |
| AF Corse                         | Ferrari 488 GT3          | 51  | Duncan Cameron          | Pro-Am         |
| AF Corse                         | Ferrari 488 GT3          | 51  | Lorenzo Bontempelli     | Pro-Am         |
| AF Corse                         | Ferrari 488 GT3          | 51  | Aaron Scott             | Pro-Am         |
| AF Corse                         | Ferrari 488 GT3          | 51  | Matt Griffin            | Pro-Am         |
| AF Corse                         | Ferrari 488 GT3          | 53  | Niek Hommerson          | Pro-Am         |
| AF Corse                         | Ferrari 488 GT3          | 53  | Lous Machiels           | Pro-Am         |
| AF Corse                         | Ferrari 488 GT3          | 53  | Marco Cioci             | Pro-Am         |
| AF Corse                         | Ferrari 488 GT3          | 53  | Andrea Bertolini        | Pro-Am         |
| Emil Frey Jaguar Racing          | Emil Frey G3 Jaguar      | 54  | Alex Fontana            | Silver Cup     |
| Emil Frey Jaguar Racing          | Emil Frey G3 Jaguar      | 54  | Adrian Zaugg            | Silver Cup     |
| Emil Frey Jaguar Racing          | Emil Frey G3 Jaguar      | 54  | Mikael Grenier          | Silver Cup     |
| Attempto Racing                  | Audi R8 LMS              | 55  | Kim Luis Schramm        |                |
| Attempto Racing                  | Audi R8 LMS              | 55  | Clemens Schmid          |                |
| Attempto Racing                  | Audi R8 LMS              | 55  | Pierre Kaffer           |                |
| Attempto Racing                  | Audi R8 LMS              | 66  | Pieter Schothorst       |                |
| Attempto Racing                  | Audi R8 LMS              | 66  | Steijn Schothorst       |                |
| Attempto Racing                  | Audi R8 LMS              | 66  | Jamie Green             |                |
| Garage 59                        | McLaren 650 S GT3        | 58  | Come Ledogar            |                |
| Garage 59                        | McLaren 650 S GT3        | 58  | Olivier Pla             |                |
| Garage 59                        | McLaren 650 S GT3        | 58  | Ben Barnicoat           |                |
| Garage 59                        | McLaren 650 S GT3        | 188 | Alexander West          | Copa AM        |
| Garage 59                        | McLaren 650 S GT3        | 188 | Chris Harris            | Copa AM        |
| Garage 59                        | McLaren 650 S GT3        | 188 | Chris Goodwin           | Copa AM        |
| Garage 59                        | McLaren 650 S GT3        | 188 | Andrew Watson           | Copa AM        |
| R-Motorsport                     | Aston Martin V12 Vantage | 62  | Dominik Baumann         |                |
| R-Motorsport                     | Aston Martin V12 Vantage | 62  | Marvin Kirchhofer       |                |
| R-Motorsport                     | Aston Martin V12 Vantage | 62  | Maxime Martin           |                |
| R-Motorsport                     | Aston Martin V12 Vantage | 76  | Matthieu Maxiviere      |                |
| R-Motorsport                     | Aston Martin V12 Vantage | 76  | Jake Dennis             |                |
| R-Motorsport                     | Aston Martin V12 Vantage | 76  | Nicki Thiim             |                |
| GDL Racing                       | Lamborghini Super Trofeo | 67  | Andrew Haryanto         | Grupo Nacional |
| GDL Racing                       | Lamborghini Super Trofeo | 67  | Andrés Josephsohn       | Grupo Nacional |
| GDL Racing                       | Lamborghini Super Trofeo | 67  | Beniamino Caccia        | Grupo Nacional |
| GDL Racing                       | Lamborghini Super Trofeo | 67  | Sarah Bovy              | Grupo Nacional |
| Speed Lover                      | Porsche 991 Cup          | 70  | Pierre-Yves Paque       | Grupo Nacional |
| Speed Lover                      | Porsche 991 Cup          | 70  | Gregory Paisse          | Grupo Nacional |
| Speed Lover                      | Porsche 991 Cup          | 70  | Bob Wilwert             | Grupo Nacional |
| Speed Lover                      | Porsche 991 Cup          | 70  | Gilles Petit            | Grupo Nacional |
| SMP Racing                       | Ferrari 488 GT3          | 72  | Mikhail Aleshin         |                |
| SMP Racing                       | Ferrari 488 GT3          | 72  | Miguel Molina           |                |
| SMP Racing                       | Ferrari 488 GT3          | 72  | Davide Rigon            |                |
| T2 Motorsport                    | Ferrari 488 GT3          | 75  | Gregory Teo             | Am             |
| T2 Motorsport                    | Ferrari 488 GT3          | 75  | David Tjiptobiantoro    | Am             |
| T2 Motorsport                    | Ferrari 488 GT3          | 75  | Matteo Cressoni         | Am             |
| Barwell Motorsport               | Lamborghini Huracán GT3  | 77  | Adrian Amstutz          | Am             |
| Barwell Motorsport               | Lamborghini Huracán GT3  | 77  | Leo Machitski           | Am             |
| Barwell Motorsport               | Lamborghini Huracán GT3  | 77  | Patrick Kujala          | Am             |
| Barwell Motorsport               | Lamborghini Huracán GT3  | 78  | Michele Beretta         | Silver Cup     |
| Barwell Motorsport               | Lamborghini Huracán GT3  | 78  | Rik Breukers            | Silver Cup     |
| Barwell Motorsport               | Lamborghini Huracán GT3  | 78  | Sandy Mitchell          | Silver Cup     |
| Barwell Motorsport               | Lamborghini Huracán GT3  | 78  | Martin Kodric           | Silver Cup     |
| Mercedes-AMG Team MANN-FILTER    | Mercedes-AMG GT3         | 84  | Renger van der Zande    |                |
| Mercedes-AMG Team MANN-FILTER    | Mercedes-AMG GT3         | 84  | Edoardo Mortara         |                |
| Mercedes-AMG Team MANN-FILTER    | Mercedes-AMG GT3         | 84  | Gary Paffett            |                |
| Akka ASP Team                    | Mercedes-AMG GT3         | 88  | Raffaele Marciello      |                |
| Akka ASP Team                    | Mercedes-AMG GT3         | 88  | Daniel Juncadella       |                |
| Akka ASP Team                    | Mercedes-AMG GT3         | 88  | Tristan Vautier         |                |
| Akka ASP Team                    | Mercedes-AMG GT3         | 89  | Nico Jamin              | Am             |
| Akka ASP Team                    | Mercedes-AMG GT3         | 89  | Philippe Giauque        | Am             |
| Akka ASP Team                    | Mercedes-AMG GT3         | 89  | Eric Debard             | Am             |
| Akka ASP Team                    | Mercedes-AMG GT3         | 89  | Fabien Barthez          | Am             |
| Akka ASP Team                    | Mercedes-AMG GT3         | 90  | Jack Machester          | Silver Cup     |
| Akka ASP Team                    | Mercedes-AMG GT3         | 90  | Jules Szymkowiak        | Silver Cup     |
| Akka ASP Team                    | Mercedes-AMG GT3         | 90  | Fabian Schiller         | Silver Cup     |
| Akka ASP Team                    | Mercedes-AMG GT3         | 90  | Nico Bastian            | Silver Cup     |
| Oman Racing with TF Sport        | Aston Martin V12 Vantage | 97  | Ahmad Al Harthy         | Silver Cup     |
| Oman Racing with TF Sport        | Aston Martin V12 Vantage | 97  | Euan Mckay              | Silver Cup     |
| Oman Racing with TF Sport        | Aston Martin V12 Vantage | 97  | Charlie Eastwood        | Silver Cup     |
| Oman Racing with TF Sport        | Aston Martin V12 Vantage | 97  | Ross Hunn               | Silver Cup     |
| ROWE Racing                      | BMW M6 GT3               | 98  | Ricky Collard           |                |
| ROWE Racing                      | BMW M6 GT3               | 98  | Marco Wittmann          |                |
| ROWE Racing                      | BMW M6 GT3               | 98  | Jesse Krohn             |                |
| ROWE Racing                      | BMW M6 GT3               | 99  | Alexander Sims          |                |
| ROWE Racing                      | BMW M6 GT3               | 99  | Jens Klingmann          |                |
| ROWE Racing                      | BMW M6 GT3               | 99  | Nicky Catsburg          |                |
| Brussels Racing                  | Aston Martin V12 Vantage | 100 | Nicolas Van Dierendonck | Pro-Am         |
| Brussels Racing                  | Aston Martin V12 Vantage | 100 | Koen Wauters            | Pro-Am         |
| Brussels Racing                  | Aston Martin V12 Vantage | 100 | Tim Verbergt            | Pro-Am         |
| Brussels Racing                  | Aston Martin V12 Vantage | 100 | Sam Dejonghe            | Pro-Am         |
| Aust Motorsport                  | Audi R8 LMS              | 111 | Nikolaj Rogivue         |                |
| Aust Motorsport                  | Audi R8 LMS              | 111 | Loris Hezemans          |                |
| Aust Motorsport                  | Audi R8 LMS              | 111 | Philipp Frommenwiler    |                |
| Aust Motorsport                  | Audi R8 LMS              | 111 | Tobias Dauenhauer       |                |
| Emil Frey Lexus Racing           | Lexus RC F GT3           | 114 | Norbert Siedler         |                |
| Emil Frey Lexus Racing           | Lexus RC F GT3           | 114 | Stéphane Ortelli        |                |
| Emil Frey Lexus Racing           | Lexus RC F GT3           | 114 | Markus Palttala         |                |
| KÜS Team75 Bernhard              | Porsche 911 GT3 R        | 117 | Earl Bamber             |                |
| KÜS Team75 Bernhard              | Porsche 911 GT3 R        | 117 | Timo Bernhard           |                |
| KÜS Team75 Bernhard              | Porsche 911 GT3 R        | 117 | Laurens Vanthoor        |                |
| Sun Energy 1 Team HTP Motorsport | Mercedes-AMG GT3         | 175 | Kenny Habul             | Pro-Am         |
| Sun Energy 1 Team HTP Motorsport | Mercedes-AMG GT3         | 175 | Bernd Schneider         | Pro-Am         |
| Sun Energy 1 Team HTP Motorsport | Mercedes-AMG GT3         | 175 | Thomas Jäger            | Pro-Am         |
| Sun Energy 1 Team HTP Motorsport | Mercedes-AMG GT3         | 175 | Martin Konrad           | Pro-Am         |
| Rinaldi Racing                   | Ferrari 488 GT3          | 333 | Daniel Keilwitz         | Pro-Am         |
| Rinaldi Racing                   | Ferrari 488 GT3          | 333 | Alexander Mattschull    | Pro-Am         |
| Rinaldi Racing                   | Ferrari 488 GT3          | 333 | Rinat Salikhov          | Pro-Am         |
| Rinaldi Racing                   | Ferrari 488 GT3          | 333 | David Perel             | Pro-Am         |
| Rinaldi Racing                   | Ferrari 488 GT3          | 488 | Murod Sultanov          | Am             |
| Rinaldi Racing                   | Ferrari 488 GT3          | 488 | Rick Yoon               | Am             |
| Rinaldi Racing                   | Ferrari 488 GT3          | 488 | Nicholas Boulle         | Am             |
| Rinaldi Racing                   | Ferrari 488 GT3          | 488 | Pierre Ehret            | Am             |
| Black Swan Racing                | Porsche 911 GT3 R        | 540 | Tim Pappas              | Pro-Am         |
| Black Swan Racing                | Porsche 911 GT3 R        | 540 | Jeroen Bleekemolen      | Pro-Am         |
| Black Swan Racing                | Porsche 911 GT3 R        | 540 | Marc Miller             | Pro-Am         |
| Black Swan Racing                | Porsche 911 GT3 R        | 540 | Marc Lieb               | Pro-Am         |
| Attempto Racing                  | Lamborghini Huracán GT3  | 666 | Sven Heyrowsky          | Am             |
| Attempto Racing                  | Lamborghini Huracán GT3  | 666 | Jürgen Krebs            | Am             |
| Attempto Racing                  | Lamborghini Huracán GT3  | 666 | Tim Müller              | Am             |
| Attempto Racing                  | Lamborghini Huracán GT3  | 666 | John Louis Jasper       | Am             |
| Manthey Racing                   | Porsche 911 GT3 R        | 911 | Frédéric Makowiecki     |                |
| Manthey Racing                   | Porsche 911 GT3 R        | 911 | Romain Dumas            |                |
| Manthey Racing                   | Porsche 911 GT3 R        | 911 | Dirk Werner             |                |
| Herberth Motorsport              | Porsche 911 GT3 R        | 991 | Jürgen Häring           | Am             |
| Herberth Motorsport              | Porsche 911 GT3 R        | 991 | Edward Lewis            | Am             |
| Herberth Motorsport              | Porsche 911 GT3 R        | 991 | Wolfgang Triller        | Am             |
| Herberth Motorsport              | Porsche 911 GT3 R        | 991 | Alfred Renauer          | Am             |

## Clasificación
Los 10 primeros puestos de la clasificación para las 24 Horas de Spa se llevó a cabo el viernes 27 de julio y los resultados fueron los siguientes:
| Pos | N°  | Pilotos             | Equipo                        | Chasis                   | Tiempo   | Dif    |
| --- | --- | ------------------- | ----------------------------- | ------------------------ | -------- | ------ |
| 1   | 1   | Dries Vanthoor      | Audi Sport Team WRT           | Audi R8 LMS              | 2:18,578 |        |
| 2   | 62  | Maxime Martin       | R-Motorsport                  | Aston Martin V12 Vantage | 2:19.183 | +0,605 |
| 3   | 2   | Nico Müller         | Audi Sport Team WRT           | Audi R8 LMS              | 2:19.366 | +0,788 |
| 4   | 72  | Davide Rigon        | SMP Racing                    | Ferrari 488 GT3          | 2:19.433 | +0,855 |
| 5   | 29  | Kevin van der Linde | Montaplast by Land-Motorsport | Audi R8 LMS              | 2:19.493 | +0,915 |
| 6   | 58  | Come Ledogar        | Garage 59                     | McLaren 650S GT3         | 2:19.512 | +0,934 |
| 7   | 25  | Markus Winkelhock   | Audi Sport Team Santeloc      | Audi R8 LMS              | 2:19.515 | +0,937 |
| 8   | 34  | Philipp Eng         | Wakenhorst Motorsport         | BMW M6 GT3               | 2:19.517 | +0,939 |
| 9   | 911 | Frederic Makowiecki | Manthey Racing                | Porsche 911 GT3          | 2:19.649 | +1,071 |
| 10  | 63  | Mirko Bortolotti    | GRT Grasser Racing Team       | Lamborghini Huracán GT3  | 2:19.697 | +1,119 |

En Negrita se encuentra el piloto que realizó ese tiempo, el cual fue el mejor tiempo de su auto.